# Anthony B. Severin
Anthony B. Severin ist ein Diplomat St. Lucias.

## Leben
Im Jahr 2005 war Severin Vertreter St. Lucias bei der Karibischen Gemeinschaft. Er war auch Vertreter seines Landes bei den Vereinten Nationen.
Severin ist seit 2022 Botschafter seines Landes in Frankreich. Er übergab am 3. August 2022 Präsident Macron seine Dokumente. Er ist ebenso seit Februar 2022 Hochkommissar im Vereinigten Königreich und Vertreter beim Commonwealth of Nations. Er ist Ständiger Vertreter bei der Welthandelsorganisation, der Ernährungs- und Landwirtschaftsorganisation der Vereinten Nationen, der Weltorganisation für Meteorologie, der Organisation für das Verbot chemischer Waffen und dem Bureau International des Expositions. In der Funktion als Ständiger Vertreter bei der WTO übergab er im Oktober 2023 die Ratifikationsurkunde seines Landes für das Übereinkommen über Fischereisubventionen an Generaldirektorin Okonjo-Iweala.